# کارلوس روخاس
کارلوس روخاس (اسپانیایی: Carlos Rojas‎؛ زادهٔ ۲ اکتبر ۱۹۲۸) بازیکن فوتبال اهل شیلی بود.
وی همچنین در تیم ملی فوتبال شیلی بازی کرده‌است.